# Ferriol i Ferruci de Besançon
|  | Per a altres significats, vegeu «Sant Ferriol (desambiguació)». |

Ferriol i Ferruci de Besançon (en francès: Ferréol i Ferjeux, del llatí ferreolus i ferrutius, derivats de "ferro") (morts el 10 de juny de 212) van ser dos germans, morts màrtirs a Besançon. Venerats com a sants, són els sants patrons de la ciutat.

## Biografia

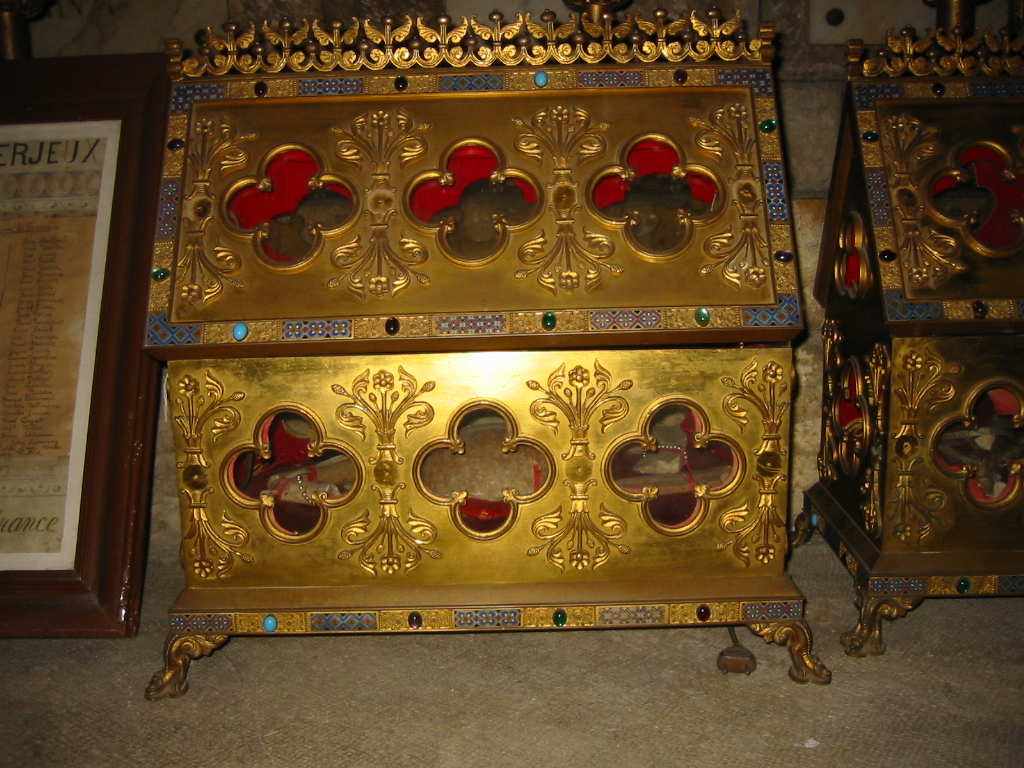
Reliquiari de sant Ferruci, a la cripta de Saint Ferjeux de Besançon.

Cap al final del segle iv, el bisbe Ireneu de Lió envià a predicar al Franc Comtat dos germans, el prevere Ferriol i el diaca Ferruci, originaris de l'Àsia Menor i que hi havien estat convertits al cristianisme per Policarp d'Esmirna Van arribar a Vesontio (Besançon) i van evangelitzar la Sequania gal·loromana, actual Franc Comtat durant uns trenta anys. S'instal·laren en una cova de la zona, que donà nom al barri de Saint-Ferjeux de Besançon, i sobre la qual s'edificà una la basílica de Saint-Ferjeux, a la cripta de la qual encara es pot veure.
Els dos van ésser decapitats el 10 de juny de 212 per ordre del governador romà Claudi, que va trobar que la seva predicació podia portar problemes.

## Veneració

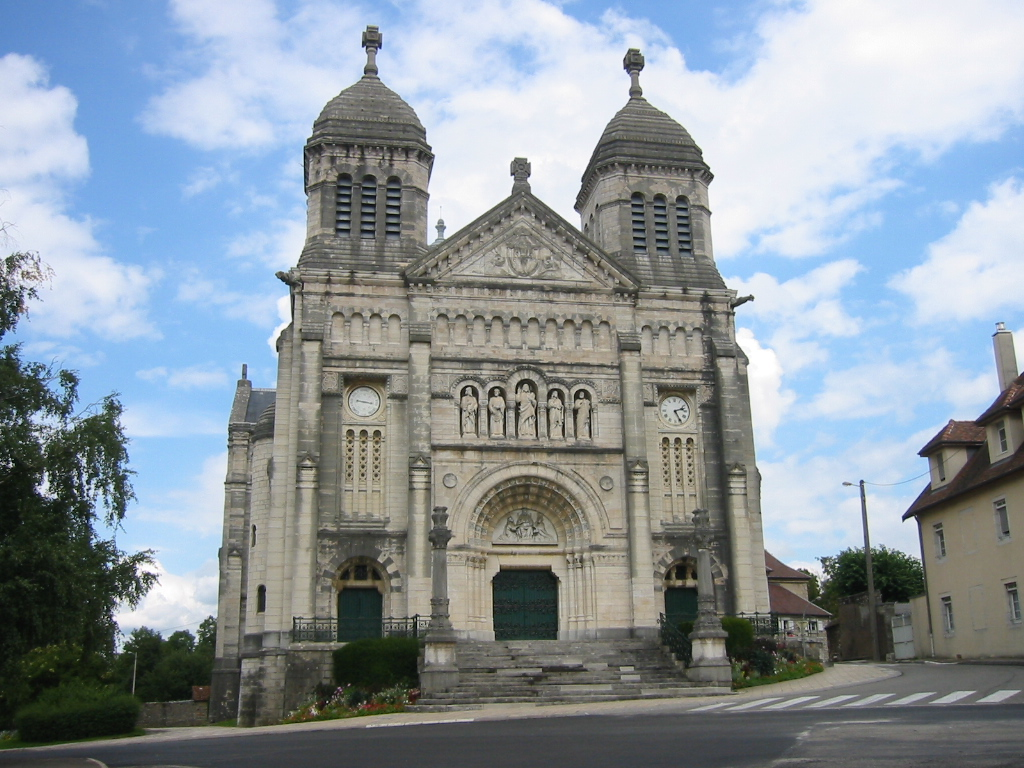
Basílica de Saint-Ferjeux de Besançon.

Segons la tradició local, les seves relíquies van ésser trobades en una cova propera a Besançon per un tribú militar que, en 370, hi estava caçant; el seu gos perseguia una guineu i va trobar la cova. El bisbe Anià de Besançon va portar les relíquies a la basílica al segle iv. Gregori de Tours ja parla de miracles a la tomba, i el Missale Gothicum (ca. 700) conté una missa en honor dels sants.